# オートサンプラー

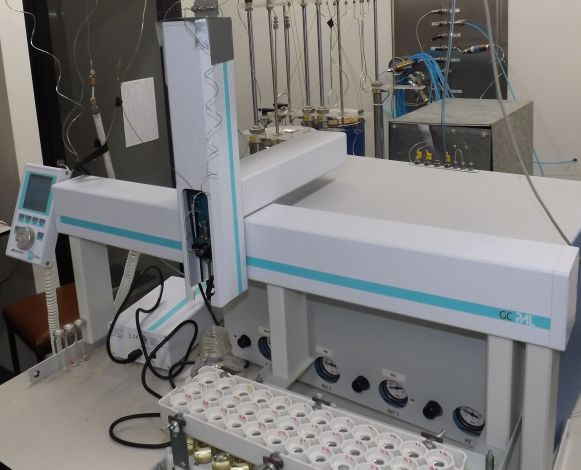
オートサンプラー

オートサンプラー (英: autosampler) は、分析機器と連携して定期的に試料を分析にかけるための機器一般をいう。大気や湖などの、大きな試料源から定期的に試料を採取する機器のことも指す場合がある。
オートサンプラーにより、多くの分析シナリオにおいて生産性、精度、確度が向上するので、研究室において広く用いられている。

## 種類
通常、オートサンプラーは試料ステーションに試料を運ぶことのできる、もしくは試料採取機器を試料を並べてあるトレイへと動かすことのできるロボット機器により構成される。

### 液体用オートサンプラー

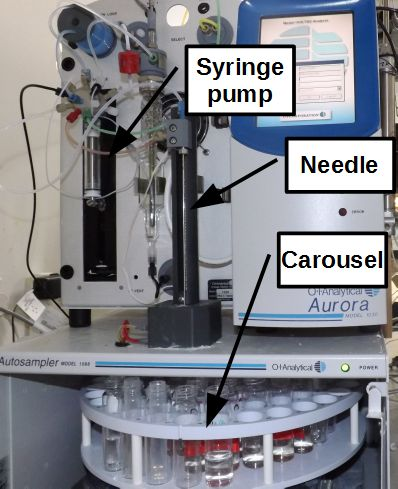
回転台、試料採取針、リモートシリンジポンプを備えたオートサンプラー

液体用オートサンプラーは滴定器やガスクロマトグラフィー器、液体クロマトグラフィー器、水分析器（全有機体炭素計や溶解無機炭素計、栄養物質分析器など）など様々な化学的計測機器と連携して用いられる。
多くの液体用オートサンプラーは回転台と試料採取機器から成る。回転台に試料を据え、回転させることにより試料の水平位置を偏光する。回転台にいくつかの同心円状に試料を配置することもある。設計によって、試料採取機器が水平方向には固定されて上下にのみ動く場合と、水平方向にも動ける場合がある。試料採取機器はほとんどの場合、注射針とそれにチューブで繋がれた遠隔操作ポンピングシリンジから成る。似たような設計で、試料採取機の代わりに滴定機器を備えた滴定器もある。
液体用オートサンプラーの一般的設計としてもうひとつ、試料採取機器が、例えばCNCルータや3Dプリンターと同じように3次元的に自由に動けるような設計がある。このような設計のオートサンプラーに備わっている試料採取機器は回転台オートサンプラーと同じような針の場合もあれば、遠隔ポンプを排することのできるよう compete syringe の場合もある。このような設計は例えばガスクロマトグラフィー用試料のように体積が小さい（数十マイクロリットルのオーダー）場合に一般的である。
これらに比べるとまだ一般的ではないが、より安価に作れる可能性をもつ設計として、試料を試験管や針、もしくは滴定領域へと運ぶことのできるロボットアームが挙げられる。

### 固体用オートサンプラー

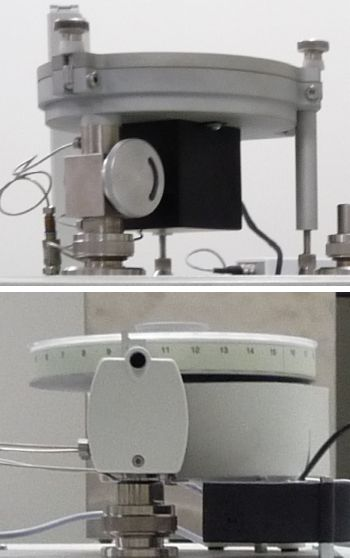
二つの固体用オートサンプラー。 どちらもモーター付き回転台を備える。

固体用オートサンプラーは元素分析器と連携して用いられることが多い。一般的なモデルは、試料を据えるための、金属（銀がよく使われる）箔で巻かれていることの多い回転台を備えている。多くの場合、回転台を固定された角度だけ回転させることで反応器にサンプルが落下し、常に流通しているガス（例：ヘリウム）によりパージされる。
陶器製の試料ボートを備えるものなど、他にも固体用オートサンプラーの設計はある。

### 気体用オートサンプラー
気体用オートサンプラーは定常的に空気もしくは混合ガスを分析機器に供給するポンプのように単純なものもあれば、液体用オートサンプラーのシリンジを気密性のあるものに取り替えたようなものもある。

## 互換性問題
オートサンプラーは特定の分析機器のオプションパーツとして販売されていることが多い。色々な機器用のオートサンプラーが非常に似通った動作をしており、容易に別の機器と連携させることができることは特筆に値する。しかし、製造元が分析機器のアクセサリの互換性を制限しているために、そのようなことが行われることは稀である。
製造元の異る機器の間の互換性が無いことは、分析シナリオ上何度も問題視されてきた。しばしば提案される解決法は製造者間で共有される標準を採用し、機器同士がシームレスに連携できるようにする案である。しかしながら、この方向に向けた努力にも関わらずこの領域における進歩はほとんどない。スクリプトにより機器同士の互換性を改善しようという新たな方法も提案されている。